# Gaborone
Gaborone (1969-ig Gaborones néven volt ismert) Botswana fővárosa és legnépesebb városa. Gaborone az ország kereskedelmi, kulturális, politikai és közlekedési központja. Itt található a nemzeti parlament, a Botswanai Értéktőzsde, a Botswanai Egyetem és a Dél-afrikai Fejlesztési Közösség székhelye. A város a Dél-afrikai Köztársaság határától 9 km-re található. A várost 1964-ben alapították, hogy az akkori Becsuánaföldi Protektorátus fővárosát áthelyezzék Mafikengből. 1966-ra a független Botswanai Köztársaság fővárosává vált, és a Batlokoa cvána törzs vezetőjéről nevezték el.

## Fekvése

### Éghajlat
Gaborone az év nagy részében napos és meleg. A legmelegebb hőmérséklet januárban és februárban jellemző. A csapadék kevés és kiszámíthatatlan, a legtöbb október és április között hullik. 
| Hónap                         | Jan. | Feb. | Már. | Ápr. | Máj. | Jún. | Júl. | Aug. | Szep. | Okt. | Nov. | Dec. | Év   |
| ----------------------------- | ---- | ---- | ---- | ---- | ---- | ---- | ---- | ---- | ----- | ---- | ---- | ---- | ---- |
| Rekord max. hőmérséklet (°C)  | 39,0 | 40,0 | 39,0 | 37,0 | 33,0 | 29,0 | 28,0 | 33,0 | 39,0  | 38,0 | 40,0 | 39,0 | 40,0 |
| Átlagos max. hőmérséklet (°C) | 31,0 | 30,0 | 29,0 | 26,0 | 23,0 | 21,0 | 21,0 | 24,0 | 27,0  | 29,0 | 30,0 | 30,0 | 26,7 |
| Átlaghőmérséklet (°C)         | 27,0 | 26,0 | 24,0 | 21,0 | 18,0 | 14,0 | 14,0 | 17,0 | 21,0  | 24,0 | 25,0 | 26,0 | 21,4 |
| Átlagos min. hőmérséklet (°C) | 22,0 | 21,0 | 19,0 | 16,0 | 12,0 | 7,0  | 7,0  | 11,0 | 15,0  | 18,0 | 20,0 | 21,0 | 15,7 |
| Rekord min. hőmérséklet (°C)  | 14,0 | 13,0 | 11,0 | 0,0  | −1,0 | −1,0 | −2,0 | 0,0  | 5,0   | 7,0  | 8,0  | 11,0 | −2,0 |
| Átl. csapadékmennyiség (mm)   | 97   | 84   | 71   | 41   | 13   | 5    | 3    | 5    | 15    | 43   | 66   | 89   | 532  |
| Forrás: Weatherbase           |      |      |      |      |      |      |      |      |       |      |      |      |      |

## Történelme
Gaborone 1965-ben vált Nagy-Britannia Becsuánaföldi Védnökség (Bechuanaland Protectore) fővárosává, Mafeking (ma Mafikeng) helyett. Ma ennek legnagyobb része a Dél-Afrikai Köztársaság Északnyugati provinciája.
A város 1969-ig Gaborones néven volt ismert, ami a Gaborone`s village (Gaborone falva) rövidülése. Amikor Botswana függetlenné vált, az országnak szüksége volt egy fővárosra. Korábban Lobatse lett volna, de azt túl kicsinek találták. Végül Gaborone-t választották.
Bár a város elég kicsi volt korábban, hamar (mindössze 3 év alatt) megnagyobbították. Helyet kapott az új városban több gyülekezésre alkalmas épület, továbbá iskolákat, kormányzati irodákat, erőművet, kórházat, rádióállomást, telefonközpontot, és több mint 1000 házat is építettek. Így a régi Gaborones külvárossá vált, és ma csak úgy hívják: "a falu". A helyi lakosok Gabs-nak becézik.

## Közigazgatás

### Polgármesterek
A város polgármesterei a következő személyek voltak:
- John Derek Jones (1966-1979)
- Serara T. Ketlogetswe (1979-1984)
- Paul Mmlotsi Rantao (1984-1999)
- Nelson Ramaotwana (1999-2004)
- Harry Mothei (2004-2009)
- Veronica Lesole (2009-2011)
- Haskins Nkaigwa (2011-2014)
- Kagiso Thutlwe (2014-napjainkig)

## Közlekedés

### Közúti
A várost érinti több fontos út is mint a Transzkalahári folyosó és az A1-es országút, amely a Kairó-Fokváros autópálya egy szakasza. Összeköttetésben van az ország főbb városaival, Lobatsével, Kanyével, Molepololével és Francistownnal. A városon belüli közlekedésben fontos szerepet játszanak az iránytaxik, helyi nevükön kombik, amik meghatározott megállóhelyeken állnak meg..

### Vasúti
A vasúti közlekedésnek a város alapításakor is fontos szerepe volt, mert észak-déli irányban keresztezi a Fokvárost Hararéval Bulawayón keresztül összekötő vasútvonal. A személyforgalom 2009-ben leállt a vonalon, de 2016-ban újra elindították.

### Légi
A várostól 25 kilométerre található a Sir Seretse Khama nemzetközi repülőtér, az ország legnagyobb forgalmú repülőtere. Székhelyéül szolgál a nemzeti légitársaságnak, az Air Botswanának. Belföldi repülőgép járatok indulnak Maun és Kasane felé, nemzetközi járatok Fokváros, Johannesburg és Windhoek felé.

## Nemzetközi kapcsolatok
A városban 21 országnak van diplomáciai külképviselete.

### Testvérvárosok
- Burbank, Kalifornia, Amerikai Egyesült Államok[3]
- Csöcsiang tartomány, Kína[4]
- Västerås, Svédország[5]
- Sorong, Indonézia
- Windhoek, Namíbia[6]